# Yde Schakel

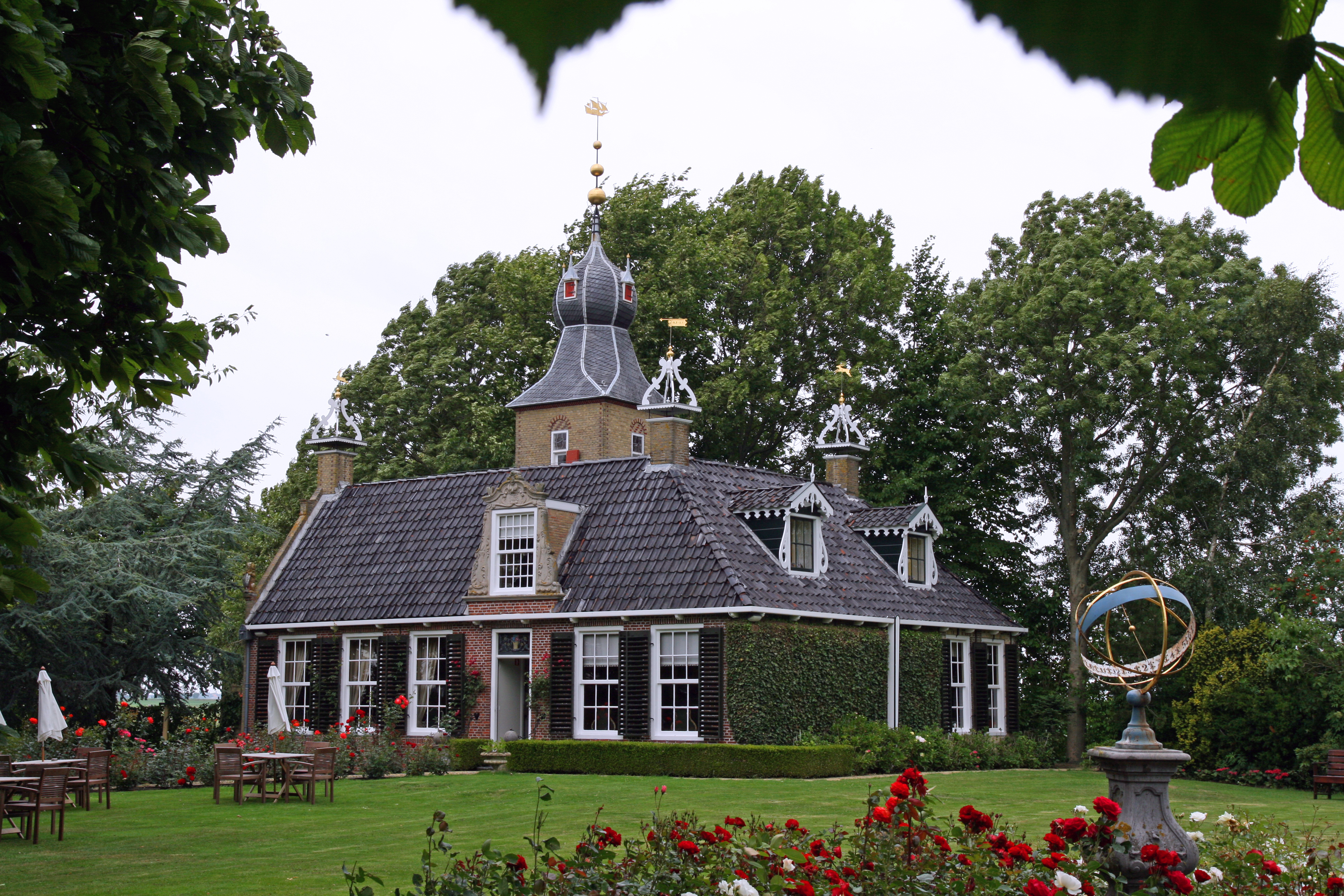
Allingastate van Yde Schakel (2008)

Yde Schakel (Tjerkwerd, 10 juni 1928 – Sneek, 9 april 2020) was een Nederlands restaurateur. 
Hij was zoon van Heabeltje (Ferks) de Vries en koemelker Lolle (Gatses) Schakel. Hijzelf was getrouwd met Marianna Leijen.
Hij groeide op op een kleine boerderij met circa tien koeien. Na vier klassen lagere school moest hij thuis werken; voorts waren het de crisisjaren. Hij kon tijdens de Tweede Wereldoorlog naar de ambachtsschool, die hij met moeite en steun van een docent doorliep. Hij legde mede door een rijke fantasie bij geschiedenislessen al vroeg een interesse voor de bouw vast. Na het behalen van het diploma ging hij aan de slag bij een wagenmaker en timmerde voor diverse bedrijfjes. Onder die laatste categorie bevond zich het bedrijf van F. Dijkstra te Exmorra, dat hij in het bezit van het middenstandsdiploma in 1955 kon overnemen.
In verband met de stijgende belangstelling voor herstel van oude zaken kreeg hij steeds meer opdrachten tot restauratie. Hij kon zijn bedrijf steeds verder uitbreiden tot uiteindelijk meer dan 200 man voor hem zouden werken. Dat bedrijf kwam goed pas van toen hij samen met Walter Kramer, die net namens de Rijksdienst Monumentenzorg in Friesland gestationeerd was, in 1973 Monumentenwacht opzette. Dat bedrijf probeerde door snelle kleine relatief goedkope reparaties grootscheepse dure reparaties te voorkomen. Er volgden talloze reparaties aan kerken binnen de provincies Groningen en Friesland.
Anderszins zette hij zich in voor de museumroute Aldfaers Erf, dat hijzelf mede opzette. De daarin/aan gelegen boerderij Izeren Ko kocht hij en knapte hij ook op. Niet veel later begon hij aan de bouw van zijn eigen stins annex kasteeltje bij Allingawier (Allingastate).
Zijn hobby was gelegen in de watersport. Hij was liefhebber van de zeilsport en was betrokken bij de oprichting van Iepen Fryske Kampioenskippen Skûtsjesilen (IFKS). Zelfde bevoer hij een skiff en deed mee aan wedstrijden tussen Harlingen in Vlieland.
Daar waar Walter Kramer plaatselijk grote bekendheid kreeg, bleef Yde Schakel op de achtergrond, wellicht mede omdat hij het in zijn enthousiasme wel eens aan de stok kreeg met bestuurslieden. Kramer was betrokken bij de restauratie van de Westerkerk, Schakel bij die van Oldehove.
Schakel is met Klaas Jansma de co-auteur van Hoge vlucht tot achter de horizon (2002, verbeterde druk 2008). Hij deed ook een periode aan politiek; hij was rond 1989 oprichter van "Grien Rjochts Gemeente Belangen".
Yde Schakel werd 91 jaar. Zijn bericht van overlijden kreeg de tekst Korintiërs 13 mee: De liefde is geduldig en vol goedheid. Schakel werd in besloten kring te Allingawier begraven. Drie jaar later werd de museumroute opgeheven. 